# Francis Joseph Spellman
Francis Joseph kardinál Spellman (* 4. května 1889, Whitman – 2. prosince 1967, New York) byl americký římskokatolický kněz, arcibiskup New Yorku, kardinál. Byl řádovým prelátem a nositelem duchovního velkokříže Vojenského a špitálního řádu sv. Lazara Jeruzalémského.